# Attila Decker
Attila Decker (Budapeste, 25 de agosto de 1987) é um jogador de polo aquático húngaro que atua como goleiro. É irmão do também jogador Ádám Decker.

## Carreira
Decker integrou o elenco da Seleção Húngara de Polo Aquático que ficou em quinto lugar nos Jogos Olímpicos de 2016.